# گنج‌آباد بن گلو
گنج‌آباد بن گلو روستایی در دهستان نرگسان بخش جبالبارز جنوبی شهرستان عنبرآباد استان کرمان ایران است.

## جمعیت
بر پایه سرشماری عمومی نفوس و مسکن در سال ۱۳۹۵ جمعیت این روستا ۷۳ نفر (۲۵خانوار) بوده‌است.